# 尹惟日
尹惟日（1630年—1657年），字冬如，湖南茶陵縣火田镇人，清朝政治人物、同進士出身。

## 生平
顺治九年（1652年）壬辰科進士，授廣東和平縣知縣，期間平定戰事盜亂，升任贛州府知府，嶺北兵備道，并管理嶺南等地。
因病去世，著有《和平政绩》、《行吟集》、《制艺稿》。